# Поварня
Поварня́ (рос. Поварня) — присілок у складі Білоярського міського округу Свердловської області.
Населення — 402 особи (2010, 443 у 2002).
Національний склад станом на 2002 рік: росіяни — 89 %.